# David Jones (poeta)
David Michael Jones (ur. 1 listopada 1895, zm. 28 października 1974) – brytyjski artysta plastyk i poeta.

## Życiorys
Urodził się w Brockley, obecnym przedmieściu Londynu. Jego ojciec był Walijczykiem, matka Angielką. Miał dwoje rodzeństwa, brata Harolda i siostrę Alice. Od najmłodszych lat wykazywał talent artystyczny w dziedzinie sztuk plastycznych. W latach 1909–1915 uczęszczał do Camberwell School of Art w Londynie. Jego edukację przewał wybuch I wojny światowej. W jej trakcie Jones służył w jednostce fizylierów (Royal Welsh Fusiliers). Po powrocie z frontu w latach 1919-1922 studiował w Westminster School of Art. W 1921 przeszedł na katolicyzm. Zmarł w Londynie. 

## Twórczość
Jako malarz David Jones był przede wszystkim akwarelistą. Zajmował się także grafiką. W 1937 wydał swoje najważniejsze dzieło literackie, poemat In Parenthesis. W 1952 opublikował poemat religijny The Anathemata. Jest uważany za jednego z najważniejszych modernistów zarówno w malarstwie, jak i poezji.